# 小行星7528
小行星7528（英語：7528 Huskvarna）是一颗围绕太阳公转的小行星。1993年3月19日，UESAC在拉西拉天文台发现了此天体。
这颗小行星的绝对星等为147.8715687550267等。